# San Rafael (Vázquez de Coronado)
San Rafael es un distrito del cantón de Vázquez de Coronado, en la provincia de San José, de Costa Rica. El distrito se caracteriza por su alta urbanización, pasando de ser un distrito completamente rural, a contemplar un alto índice de urbanización en los últimos años.

## Toponimia
El nombre del distrito proviene en honor al Arcángel Rafael, patrono del distrito de San Rafael y de la Iglesia de San Rafael Arcángel, localizada en el centro del distrito.

## Historia
San Rafael de Coronado es uno de los tres distritos originales del cantón, fundado en 1910. Desde ese momento y hasta la segregación del distrito de Cascajal en 1988, San Rafael tenía una extensión territorial de 34,38 km², que se redujo a la extensión actual.
En enero de 1968 se escribe en Patio de Agua, en San Rafael, el Manifiesto Democrático para una Revolución Social del Partido Liberación Nacional, orientado a un llamamiento a la reorganización interna de ese partido por parte de lo que se consideró el ala izquierdista interna. La misma surge de las reuniones efectuadas en el hogar del Rev. Dr. Benjamín Núñez Vargas.

## Ubicación
Se ubica en el sur del cantón y limita al norte con el distrito de Cascajal, al oeste con el distrito de Dulce Nombre de Jesús, al suroeste con el distrito de San Isidro y al sureste con el cantón de Goicoechea.

## Geografía
San Rafael cuenta con un área de 16,91 km² y una altitud media de 1510 m s. n. m.

## Demografía
Para el año 2022, San Rafael cuenta con una población estimada de 8005 habitantes, y para el último censo efectuado, en 2011, San Rafael contaba con una población de 7040 habitantes.

## Localidades
- Barrios: Calle de la Máquina, Durazno, El Manantial, Estrellas, Fanguillo, I Griega, Loma Bonita, Nubes, Patio de Agua, Prados de Núñez, Teodoro Picado, Villa Emaus.

## Cultura

### Educación
Ubicadas propiamente en el distrito de San Rafael se encuentran los siguientes centros educativos:
- Colegio Cooperativo de Educación Integral de Coronado
- Creston School.
- Escuela de Las Nubes.
- Escuela de Patio de Agua.
- Escuela de San Rafael.
- Instituto Profesional Femenino La Pradera
- The Summit School.
- Escuela de medicina y cirugía veterinaria San Francisco de Asís.

### Sitios de interés
- Iglesia de San Rafael Arcángel.

## Transporte

### Carreteras
Al distrito lo atraviesan las siguientes rutas nacionales de carretera:
- Ruta nacional 216
- Ruta nacional 307

## Concejo de distrito
El concejo de distrito de San Rafael vigila la actividad municipal y colabora con los respectivos distritos de su cantón. También está llamado a canalizar las necesidades y los intereses del distrito, por medio de la presentación de proyectos específicos ante el Concejo Municipal. El presidente del concejo del distrito es el síndico propietario del partido Republicano Social Cristiano, Harold Enrique Majik Rosales.
El concejo del distrito se integra por:
| #                       | Partido                                | Nombre                                |
| Síndico propietario     | Síndico propietario                    | Síndico propietario                   |
| ----------------------- | -------------------------------------- | ------------------------------------- |
|                         | Partido Republicano Social Cristiano   | Harold Enrique Majik Rosales          |
| Síndico suplente        |                                        |                                       |
|                         | Partido Republicano Social Cristiano   | Vera Violeta Zúñiga Blanco            |
| Concejales propietarios |                                        |                                       |
| 3                       | Partido Republicano Social Cristiano   | Miriam Patricia Duarte González       |
| 4                       | Partido Unidad Social Cristiana        | Carlos Alberto Zúñiga Jiménez         |
| 5                       | Partido Liberación Nacional            | Mónica de los Ángeles Sánchez Tenorio |
| 6                       | Partido Auténtico Labrador de Coronado | Martín Arias Bonilla                  |
| Concejales suplentes    |                                        |                                       |
| 7                       | Partido Republicano Social Cristiano   | Francisco Alvarado Rodríguez          |
| 8                       | Partido Unidad Social Cristiana        | Juan Luis Porras Blanco               |
| 9                       | Partido Liberación Nacional            | Erwin Garbanzo Blanco                 |